# Biometria

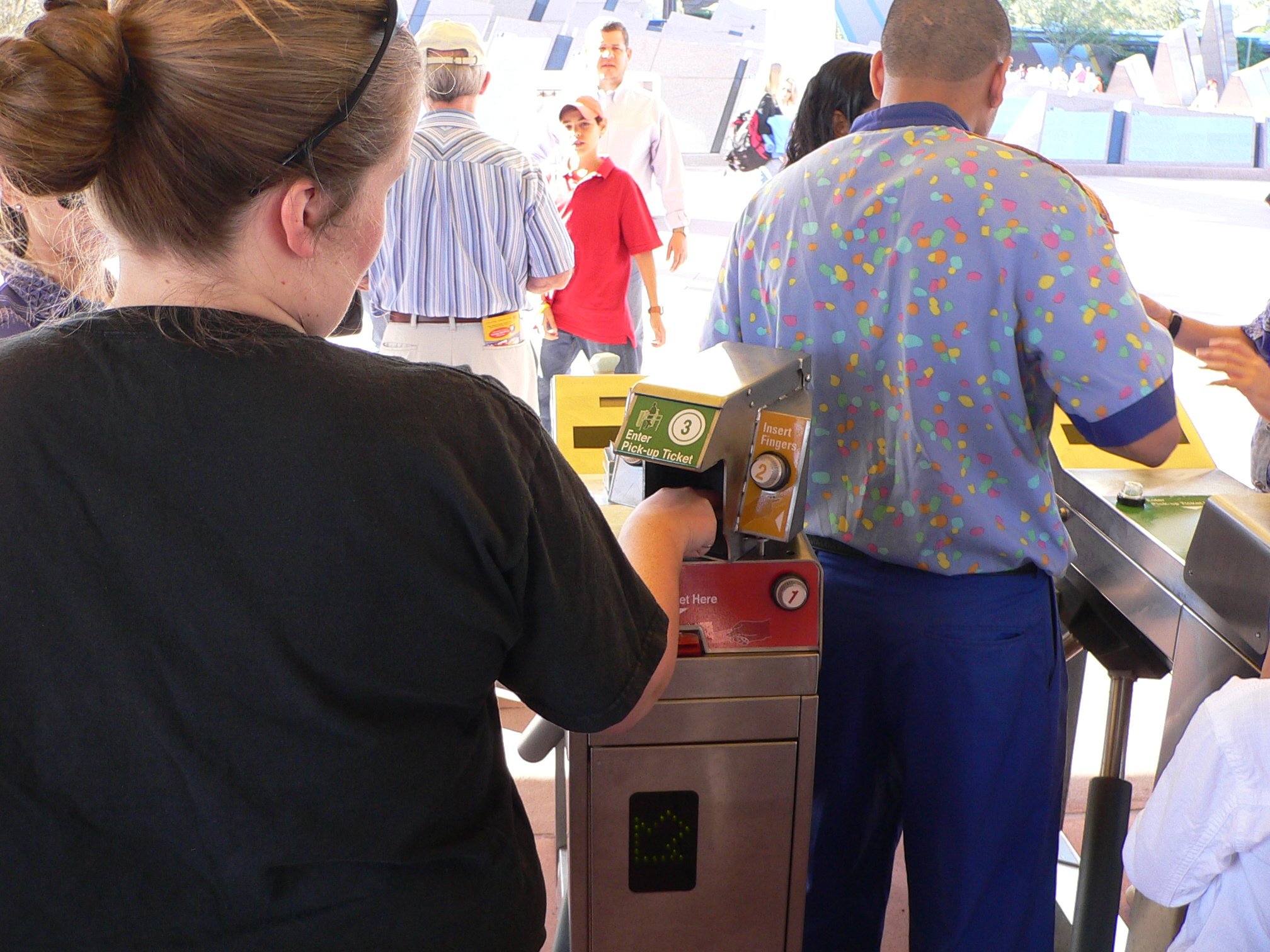
Acesso à Disney World através do reconhecimento da impressão digital

Biometria [bio (vida) + metria (medida)] é o estudo estatístico das características físicas ou comportamentais dos seres vivos. Recentemente este termo também foi associado à medida de características físicas ou comportamentais das pessoas como forma de identificá-las unicamente. Hoje a biometria é usada na identificação criminal, controle de acesso, etc. Os sistemas chamados biométricos podem basear o seu funcionamento em características de diversas partes do corpo humano, por exemplo: os olhos, a palma da mão, as digitais do dedo, a retina ou íris dos olhos. A premissa em que se fundamentam é a de que cada indivíduo é único e possuí características físicas e de comportamento (a voz, a maneira de andar, etc.) distintas, traços aos quais são característicos de cada ser humano.
Em geral, a identificação por DNA não é considerada, ainda, uma tecnologia biométrica de reconhecimento, principalmente por não ser ainda um processo automatizado(demora algumas horas para se criar uma identificação por DNA). Exigem diversos procedimentos referentes a coleta, identificação entre outros. O que torna o DNA um paradigma de perda de tempo. Não relacionado assim à biometria.

## História da Biometria
Os primeiros usos da biometria digital como meio de identificação foram associados à pré-história, mais especificamente na Babilônia. Na China, artesãos imprimiam suas digitais em vasos como forma de associar suas identidades às obras e, consequentemente, à posteridade.
No entanto, antes mesmo de confirmarem o uso real com evidências científicas quanto à legitimidade desse meio de validação, o ato de imprimir a marca da digital já era utilizado como forma de comprometimento. Na colonização inglesa da India, Sir William Herschel, radicado no distrito de Hooghly, fazia com que seus parceiros de negócios imprimissem a digital nos contratos, além de firmá-los. Ele acreditava que tal ato “assustaria todo e qualquer pensamento de repúdio à assinatura”.
Apenas em 1903 as impressões digitais começaram a ser coletadas sistematicamente para formar uma base de dados para facilitar a identificação de criminosos, em Nova York. Passaram-se duas décadas, e a Divisão de Identificação do FBI foi criado pelo Congresso Americano, estabelecendo a prática de uma vez por todas como válida e eficiente na identificação de prisioneiros, como também de foragidos. Em 1946, o FBI já possuía mais de 100 milhões de impressões digitais manualmente registradas em cartões de identificação.
Hoje em dia, esse sistema de identificação é completamente automatizado, cortando custos operacionais e tempo no que diz respeito à apuração dos suspeitos envolvidos em crimes. O Sistema de Identificação Digital Automatizado (AFIS) foi criado no Japão na década de 80, para facilitar a vida de autoridades nesse sentido. Além da utilização disseminada dessa tecnologia, a biometria também pode ser realizada com outras partes do corpo – todas e quaisquer que possuírem um sistema e estrutura únicos.

## Processo de Extração
No que diz respeito ao cadastramento, análise e validação dos processos biométricos, eles se assemelham por utilizarem a mesma estrutura, independente da parte do corpo utilizada. Isso se deve ao fato desses sistemas serem base de dados acessíveis e de rápida análise, facilitando assim a comprovação da identidade da pessoa em questão. Os processos são:
- Captura

A primeira etapa é o registro em si do que será utilizado para a comprovação identitária. Ou seja, é o processo de botar a digital no leitor; repetir “casa”, “martelo”, “cachorro”, “praia por favor” ou qualquer outra coisa demandada por aquela tecnologia. O sistema pode pedir pra você repetir esse processo caso a coleta não tenha sido suficientemente fiel ou clara.
- Extração:

A extração é etapa onde os dados coletados são traduzidos em informações identificáveis pelo sistema utilizado. Cada sistema possui seu próprio método de tradução, variando em termos de confiabilidade e rigor analítico para transformar a imagem ou arquivo em bits inteligíveis pela máquina.
- Criação de Padrão:

Após ter traduzido as informações para a linguagem computacional, o próprio sistema cria um padrão único para esse cadastro, de acordo com as características reconhecíveis pelo sistema biométrico. Essa parte é o formato inicial traduzido em formato final para armazenamento; ou seja, é a sintetização da imagem como um todo (no que diz respeito à biometria ocular, por exemplo) em um padrão facilmente acessível pelo sistema, diminuindo o tempo de análise como um todo.
- Comparação:

Após o registro e a criação do padrão, a comparação é feita para comprovar a eficiência com a qual o sistema cadastrou as informações necessárias. Caso o sistema retorne com falhas de identificação – ou até mesmo falsos positivos devido à baixa qualidade das informações retiradas – o processo é refeito até que a comparação retorne com resultados coerentes e confiáveis.

## Tipos de Biometria
Alguns dos principais sistemas de leitura biométrica:
- Veias: fiabilidade média , difícil de fraudar, alto custo.
- Impressão digital: Sistema que capta a imagem da impressão digital com um leitor biométrico óptico e compara com um banco de dados de imagens com as digitais gravadas. Método rápido, de alta confiabilidade e baixo custo.
- Reconhecimento da face: menor fiabilidade, rápido e de baixo custo.
- Identificação pela íris: muito fiável, imutável com o passar dos anos, alto custo.
- Reconhecimento pela retina: fiável, imutável, leitura difícil e incômoda na medida em que exige que a pessoa olhe fixamente para um ponto de luz, alto custo.
- Reconhecimento de voz: menos fiável, problemas com ruídos no ambiente, problemas por mudança na voz do utilizador devido a gripes ou stress, demora no processo de cadastramento e leitura, baixo custo.
- Geometria da mão: menos fiável, problemas com anéis, o utilizador precisa de encaixar a mão na posição correta, médio custo.
- Reconhecimento da assinatura: muito fiável, algumas assinaturas mudam com o passar do tempo, porém características como pressão, movimentos aéreos, entre outras são únicas de cada indivíduo, tornando extremamente difícil sua falsificação. Método prático e ágil, acessível a todos os públicos, médio custo.
- Reconhecimento da digitação: pouco fiável, demora no cadastramento e leitura, baixo custo.
- Tecnologias futuras: odores e salinidade do corpo humano, padrões das veias por imagens térmicas do rosto ou punho, análise de DNA.
- Estilo de Escrita: biometria comportamental baseada no estilo de escrita[6].

## Processos chave
Os principais componentes de um sistema biométrico são:
- Captura: aquisição de uma amostra biométrica;(ou digital ou a iris do olho)
- Extração: remoção da amostra de informações únicas do indivíduo, o resultado é chamado de template;
- Comparação: comparação com a informação armazenada no template.

## Reconhecimento da íris

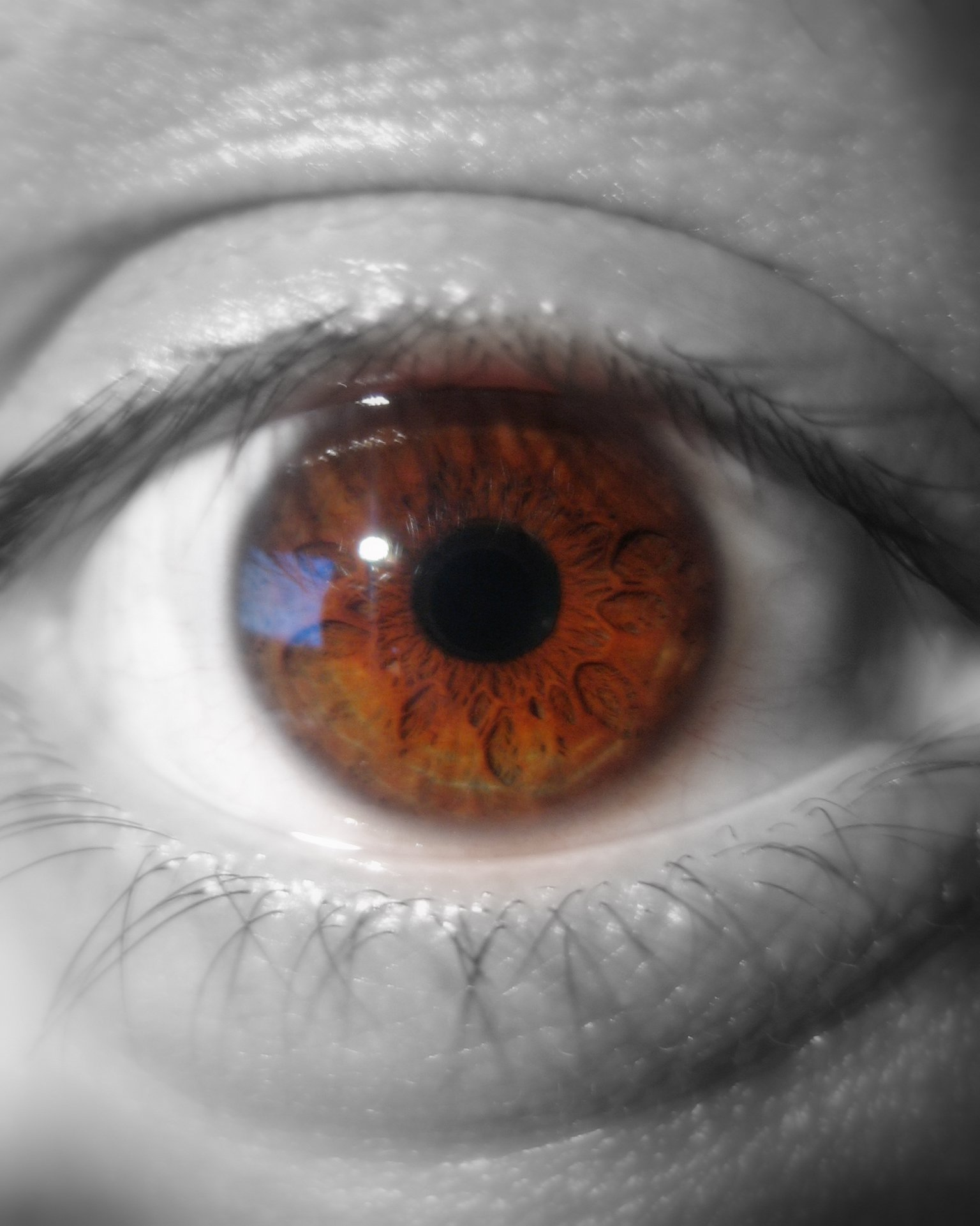

A íris humana está bem protegida e, apesar de ser uma parte do corpo externamente visível, é um componente interno do olho. Não é determinada geneticamente e acredita-se que as suas características se mantenham durante toda a vida (exceto quando ocorram lesões por acidentes ou operações cirúrgicas). Estas características são altamente complexas e únicas (a probabilidade de duas íris serem idênticas é estimada em cerca de 1 em 1078, o que a torna interessante para a identificação biométrica).
O processo de reconhecimento começa com a aquisição de uma fotografia da íris tirada sob uma iluminação infra-vermelha. Apesar da luz visível poder ser utilizada para iluminar o olho, as íris de pigmentação escura revelam maior complexidade quando sob iluminação infra-vermelha. A fotografia resultante é analisada utilizando algoritmos que localizam a íris e extraem a informação necessária para criar uma amostra biométrica.
Esta técnica é relativamente nova e, visto que quase todos os algoritmos de identificação estão patenteados, a maior parte dos relatórios e testes tem sido conduzidos de modo muito superficial. Aparentemente não foram efectuados testes específicos para pessoas cegas ou com deficiências visuais. Portanto, as taxas de precisão e de aceitação até ao momento divulgadas tendem a ser baseadas apenas nas análises feitas em pessoas fisicamente capazes de utilizar a tecnologia.
No entanto, nem todas as pessoas cegas e com deficiências visuais serão incapazes de utilizar esta técnica. De facto, é bem possível que muitos dos indivíduos possam interagir com o reconhecimento da íris, embora com vários graus de dificuldade diferentes.

## Digitação
Esse é o método mais simples de verificação, se embasando em características subconscientes e comportamentais do usuário em questão. A maneira de digitação de cada pessoa varia, especialmente em termos de (1) força com a qual a tecla é pressionada; (2) rapidez, e; (3) ritmo de digitação. Mesmo sendo características intuitivas – ou seja, não-ensaiadas -, esse método de verificação é um dos mais simples de serem falsificados. Através da observação minuciosa, pareada à desenvoltura corporal do malfeitor em questão, a confiabilidade, como também os custos dessa biometria, são baixos. 
Hoje em dia há uma pluralidade de cursos e workshops para a prática e consciência corporal. Mesmo não tendo sido criados para essas finalidades, há a possibilidade da apropriação técnica desses cursos para objetivos nefastos. No entanto, é necessário uma habilidade superior, tanto analítica quanto técnica, além de proximidade do alvo em questão para que essas técnicas possam ser utilizadas para esses fins.

## Identificação de Retina
A identificação pela retina coleta informações da membrana ocular através de raios infravermelhos, analisando a formação dos vasos sanguíneos que irrigam o fundo do olho. O padrão em questão é coletado por uma máquina de alta resolução que, concomitante ao registro estrutural, emite uma luz branca de baixa intensidade para realçar os contrastes internos da membrana ocular. 
A imagem é traduzida em algoritmos produzidos pelo próprio sistema de análise, associando um padrão único àquela imagem para reconhecimento póstumo, caso necessite. Normalmente, o padrão da retina é definido por dois algoritmos que, juntos, transformam aqueles dados matemáticos em um código único. Máquinas capazes de realizar o reconhecimento da retina custam por volta de R$ 8 mil, e são capazes de analisar até 10 milhões de registros em apenas dois segundos durante o processo de apuração identitária.
De acordo com artigo publicado pela Escola Politécnica UFRJ, “Entre todas as características do corpo humano, a retina é a que possui um padrão vascular mais estável ao longo do tempo e tem maior garantia de singularidade, não havendo duas pessoas com as retinas idênticas.” Nunca houve um caso de falsificação de retina registrado até hoje, e devido ao baixo número de algoritmos e análise necessários para a identificação de um padrão único, a análise e identificação através da retina tende em ser tanto confiável quanto rápido e eficaz.
O problema dessa identificação, no entanto, se embasa na coleta dos dados necessários. Muitos creem que a luz emitida pela máquina, especialmente devido à proximidade ao globo ocular, pode resultar em danos à visão. Isso, aliado à aflição de se manter estático enquanto uma ferramenta se aproxima ao seu olho, dificultam o processo de levantamento, etapa essencial na codificação do padrão único.

## Reconhecimento Facial
Esse processo coleta imagens tridimensionais e analisa as métricas dos componentes, a partir de pontos de medida do rosto, que faz uma ligação algorítmica de traços e tamanhos, entre outros detalhes processando e comparando com as imagens cadastradas. Há duas opções para esse tipo de biometria: ou o sistema em si faz o reconhecimento e a autorização; ou há um técnico que analisa a coerência entre a imagem disposta e a face da pessoa em questão. 
A confiabilidade desse sistema depende plenamente da consolidação do programa em si, e os algoritmos utilizados. Quão maior for o número de traços e métricas analisados, mais confiável será o sistema. No entanto, ao mesmo tempo que métricas a mais ajudem no que diz respeito à confiabilidade dos processos de segurança nele contidos, eles também tornam o sistema mais devagar e menos responsivo. Isso se deve pelo fato do algoritmo precisar analisar todas as imagens com as mesmas métricas utilizadas para cadastrá-las.
No Brasil, esse sistema foi implementado para combater fraudes no sistema de transporte público, sendo testado no final do ano passado em Campinas. De acordo com dados oficiais, 25% dos 155 mil indivíduos possuem algum tipo de benefício indevido (normalmente isso se resume aos pais ou avôs emprestando os cartões com passe livre para amigos e filhos), ou seja, mais de 30 mil pessoas usufruem do sistema sem pagar as devidas taxas.
A tecnologia de reconhecimento facial tem evoluído e hoje é capaz de reconhecer emoções. Esta ferramenta pode levar a ajudar policiais reconhecendo emoções de estresse, raiva e comportamento suspeito.

## Identificação baseada no Estilo da Escrita
A identificação baseada no estilo da escrita é conhecida como estilometria (Stylometry) e tem sido amplamente utilizada para identificar autores na área forense. Além disso, a estilometria tem sido aplicada para identificar pessoas em Autenticação Contínua. A identificação acontece através da extração de diversos marcadores, desde a quantidade de letras ou palavras até uma extensa análise sintática e semántica do texto, os quais são utilizados para criar o perfil do usuário. Os novos textos são então comparados com este perfil e tem-se a decisão que irá autenticar o usuário.

## Leitura complementar
Complemente a sua leitura no artigo Authorship verification using deep belief network systems.
1. ↑  Brocardo ML, Traore I, Woungang I, Obaidat MS. "Authorship verification using deep belief network systems". Int J Commun Syst. 2017. doi:10.1002/dac.3259